# عليآباد كرفتو (مقاطعة ديواندرة)
عليآباد كرفتو (بالفارسية: علی‌آباد کرفتو) هي قرية تقع في قسم اوباتو (مقاطعة ديواندرة) في إيران. يقدر عدد سكانها بـ 201 نسمة بحسب إحصاء 2016.